# François Sulpice Beudant

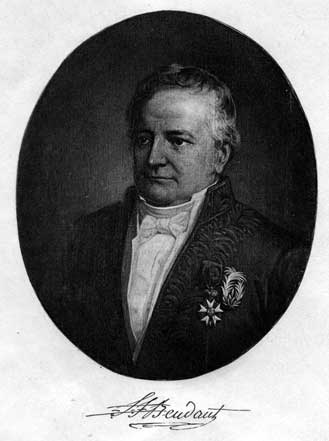
François Sulpice Beudant

François Sulpice Beudant (* 5. September 1787 in Paris; † 10. Dezember 1850 ebenda) war ein französischer Mineraloge und Geologe.

## Leben und Wirken
Beudant, der in ärmlichen Verhältnissen aufgewachsen war, absolvierte an der École Polytechnique und an der École normale supérieure sein Studium. Nach dessen Abschluss war er in der École normale supérieure als Répétiteur tätig.
Im Jahr 1811 übernahm er eine Professur für Mathematik am Lyzeum in Avignon. Bereits zwei Jahre später ging er nach Marseille, wo er eine Physikprofessur am Lyzeum übernahm.
Nach der Rückkehr von Ludwig XVIII. arbeitete Beudant ab 1814 als Unterdirektor für das Königliche Mineralienkabinett, wodurch er sich auch mit der Sammlung von Jacques-Louis de Bournon und der Systematik von Mineralien befasste. Eine vom französischen Staat finanzierte Studienreise führte ihn 1818 nach Ungarn. In seinem Werk „Voyage minéralogique et géologique en Hongrie pendant l’Année 1818.“ (Paris, 1822) berichtete Beudant über die Forschungsergebnisse dieser Reise. Goethe kritisierte in einem Brief vom 12. Januar 1823 an den Grafen Kaspar Maria von Sternberg verärgert einige petrographische Aussagen Beudants. Wilhelm Haidinger würdigte Beudants auf der Reise gesammelte Erkenntnisse über die Zusammensetzung des Alauns und seine Beschreibung der Alaunfabrik im ungarischen Mátra-Gebirge. Im Zusammenhang mit diesem Werk entstand durch seine Aufnahmearbeiten die erste gedruckte geologische Karte Siebenbürgens. Dieses Werk, Carte géologique de la Hongrie et de la Transylvanie, zeigte die Region in einem Maßstab von 1:1.000.000.
Nach seiner Rückkehr berief man ihn 1820 zum Professor für Mineralogie und Physik an der Sorbonne als Nachfolger seines verstorbenen Lehrers René-Just Haüy. Diese Tätigkeit übte er bis 1839 aus.
In seinen letzten Lebensjahren (1839–1850) wirkte Beudant als Generalinspektor des französischen Schulwesens. In dieser Funktion veröffentlichte er „Nouveaux éléments de grammaire française“ (Paris 1841).

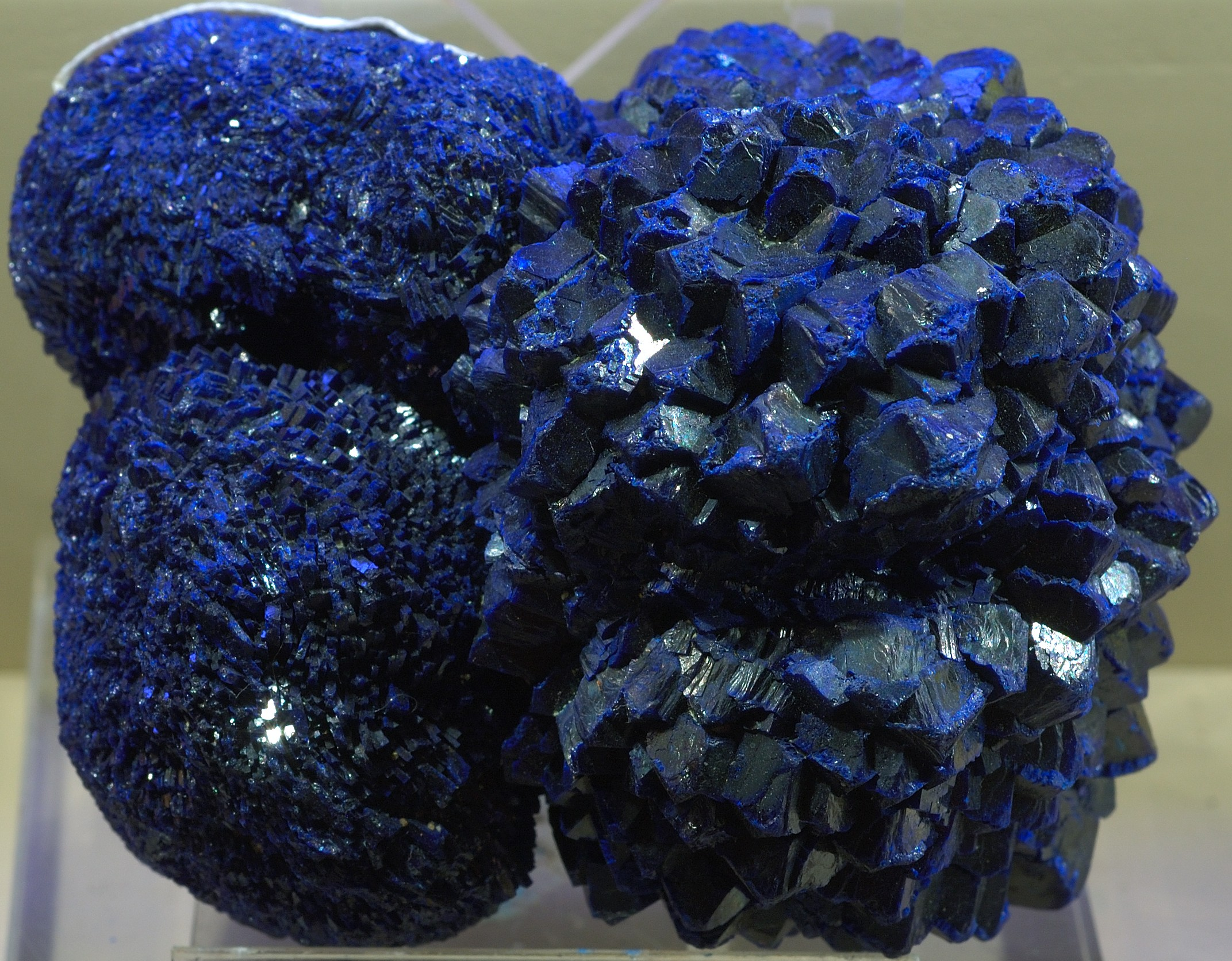
Azurit (China)

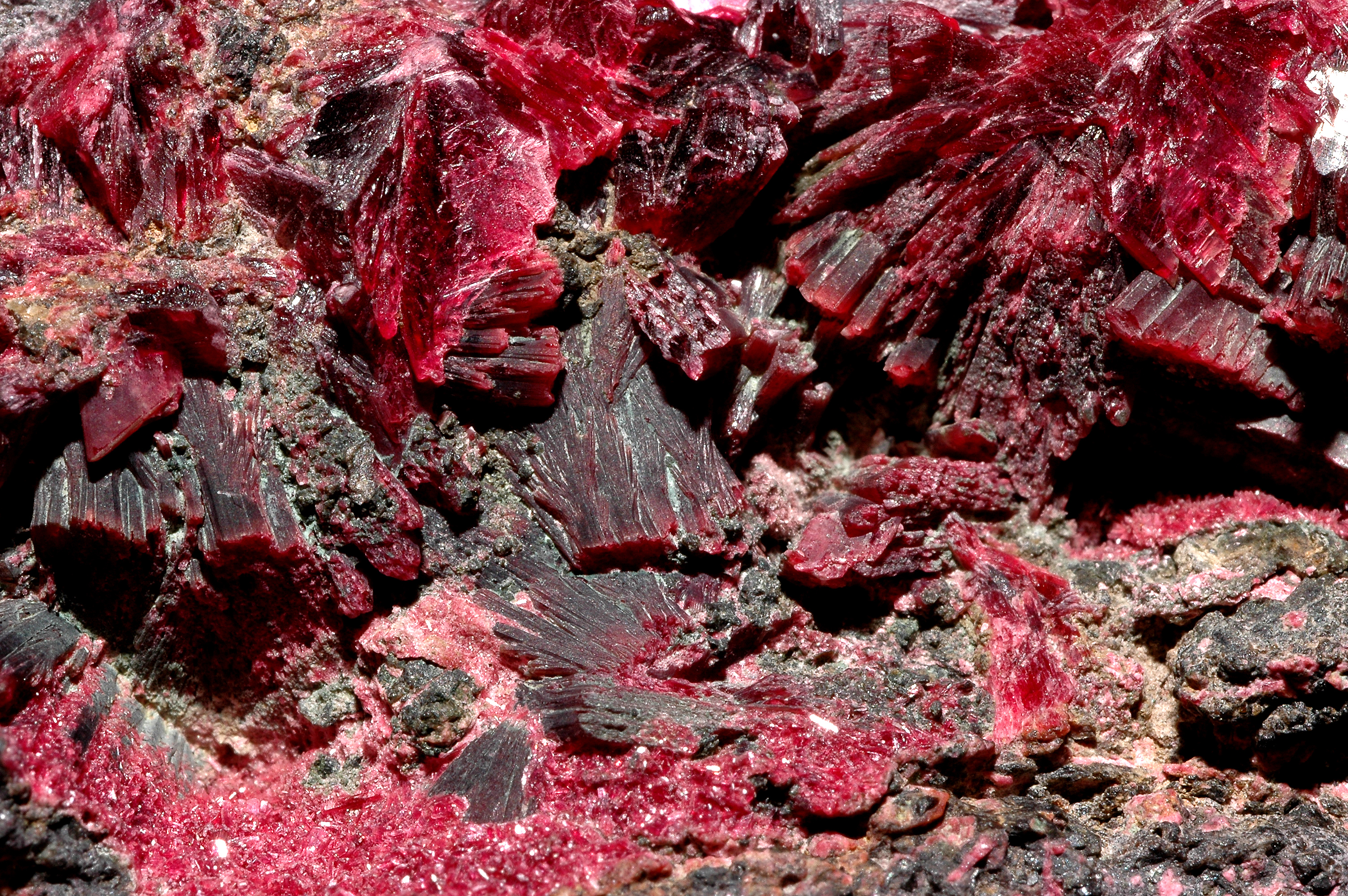
Erythrin (Marokko)

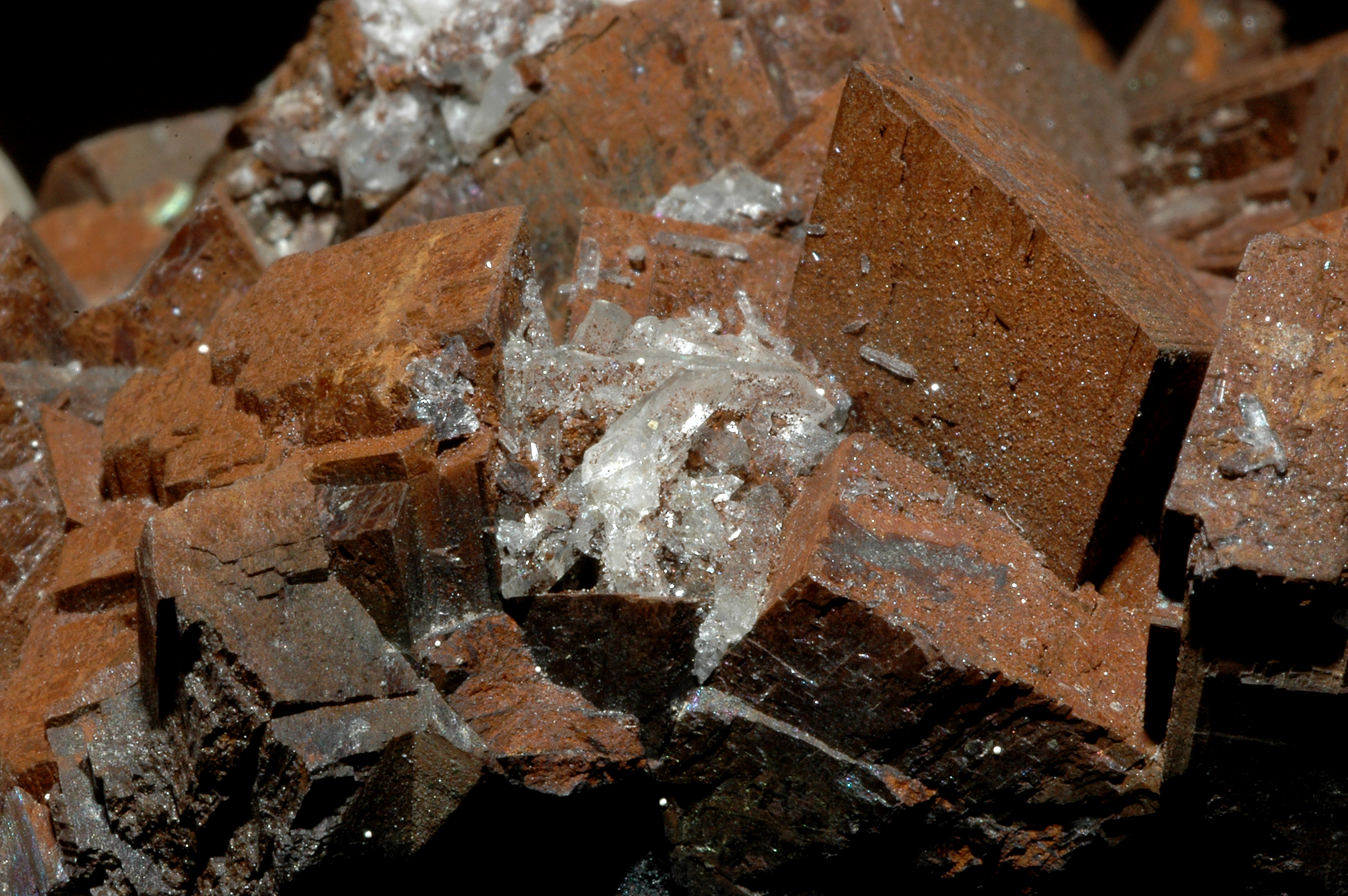
Siderit (Frankreich)

## Leistungen
- Beudant untersuchte Salzlösungen und machte Kristallisationsversuche. Aus diesen Arbeiten formulierte er einen Grundsatz, der als Beudantsches Gesetz bekannt ist.
- Carte géologique de la Hongrie et de la Transylvanie (Kupferstichkarte aus „Voyage mineralogique et géologique en Hongrie“, Paris 1822) ca. 61 x 95 cm
- 1824 Beschreibung des Minerals Azurit und Benennung nach seiner Farbe[3]
- 1824 Beschreibung des Minerals Alunit und Neubenennung (alter Name Aluminilit)
- 1824 Beschreibung des Minerals Brucit und Benennung nach dem amerikanischen Mineralogen Archibald Bruce
- 1832 Beschreibung des Minerals Sylvin und Benennung nach dem holländischen Mediziner Franciscus Sylvius
- 1832 Beschreibung des Minerals Erythrin und Benennung wegen seiner roten Farbe (griech. erythrós)
- 1832 Beschreibung des Minerals Clausthalit und Benennung nach seinem Fundort Clausthal
- 1832 Beschreibung des Minerals Anglesit und Benennung nach der britischen Insel Anglesey (Wales)
- 1832 Beschreibung des Minerals Krokoit und Benennung wegen seiner Farbe (Krokos-safranfarben)[4]
- 1832 Beschreibung des Minerals Smithsonit und Benennung nach dem Gelehrten James Smithson
- 1832 Beschreibung des Minerals Proustit nach dem Chemiker Joseph Louis Proust
- 1832 Beschreibung des Minerals Mimetesit nach dem griechischen Wort mimethes (Imitator) wegen der Ähnlichkeit zu Pyromorphit
- 1832 Beschreibung des Minerals Leadhillit nach dem schottischen Ort Leadhills
- 1832 Beschreibung des Minerals Stromeyerit nach dem Chemiker Friedrich Stromeyer
- 1832 Entdeckung des Minerals Linneit von Beudant und Beschreibung des Minerals 1845 durch Haidinger zu Ehren von Carl von Linné
- 1832 Beschreibung des Minerals Covellin nach dem italienischen Mineralogen Nicola Covelli
- 1832 Beschreibung des Minerals Siderose, das 1845 von Haidinger in Siderit umbenannt wurde

## Würdigungen und Mitgliedschaften
- 1822 Mitglied der Leopoldina[5]
- 1824 Mitglied der französischen Akademie der Wissenschaften (l'Académie des sciences)
- 1832 korrespondierendes Mitglied der Bayerischen Akademie der Wissenschaften[6]
- Das Mineral Beudantit PbFe3[(As,S)O4]2(OH)6 wurde nach ihm benannt.[7]

## Publikationen

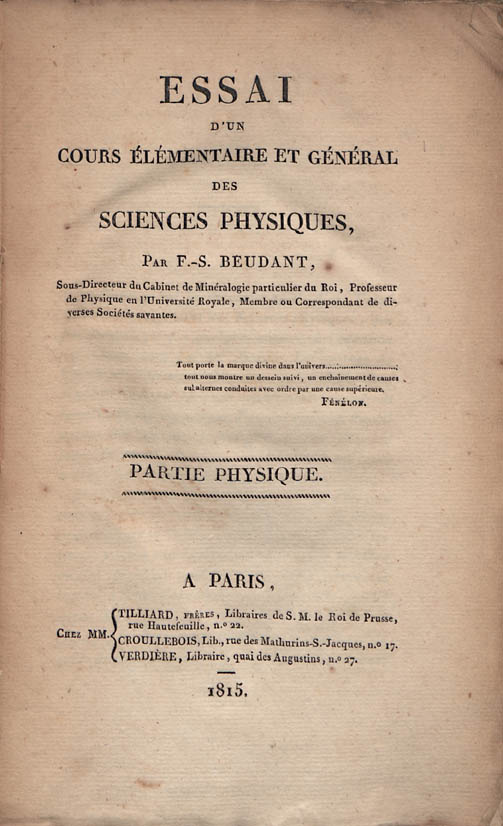
Essai d'un cours élémentaire et général des sciences physiques, 1815

- Essai d'un cours élémentaire et général des sciences physiques. Tilliard, Paris 1815 (französisch, beic.it). (2. Aufl. 1828)
- Traité élémentaire de minéralogie (Paris 1. Auflage 1824, 2. Auflage 1830, deutsch Leipzig 1826)
- Traité élémentaire de physique (4. Auflage 1829, 6. Auflage 1838, deutsch Leipzig 1830)
- Cours élémentaire de minéralogie et de géologie (1841, 12. Auflage Paris 1868, deutsch Stuttgart 1858)